# Gueling
Gueling (ou Gueleng) est une localité du Cameroun située dans l'arrondissement de Bogo, le département du Diamaré et la région de l’Extrême-Nord. Elle fait partie du lawanat de Bogo-Nord.

## Population
En 1975, la localité comptait 71 habitants, dont 65 Peuls et 6 Massa.
Lors du recensement de 2005, on y a dénombré 147 personnes, dont 75 hommes et 72 femmes.